# الکیروز
الکیروز (انگلیسی: Elekeiroz) شرکت صنایع شیمیایی برزیلی است، که در سال ۱۹۸۹ تأسیس شد.